# 义乌国际商贸城

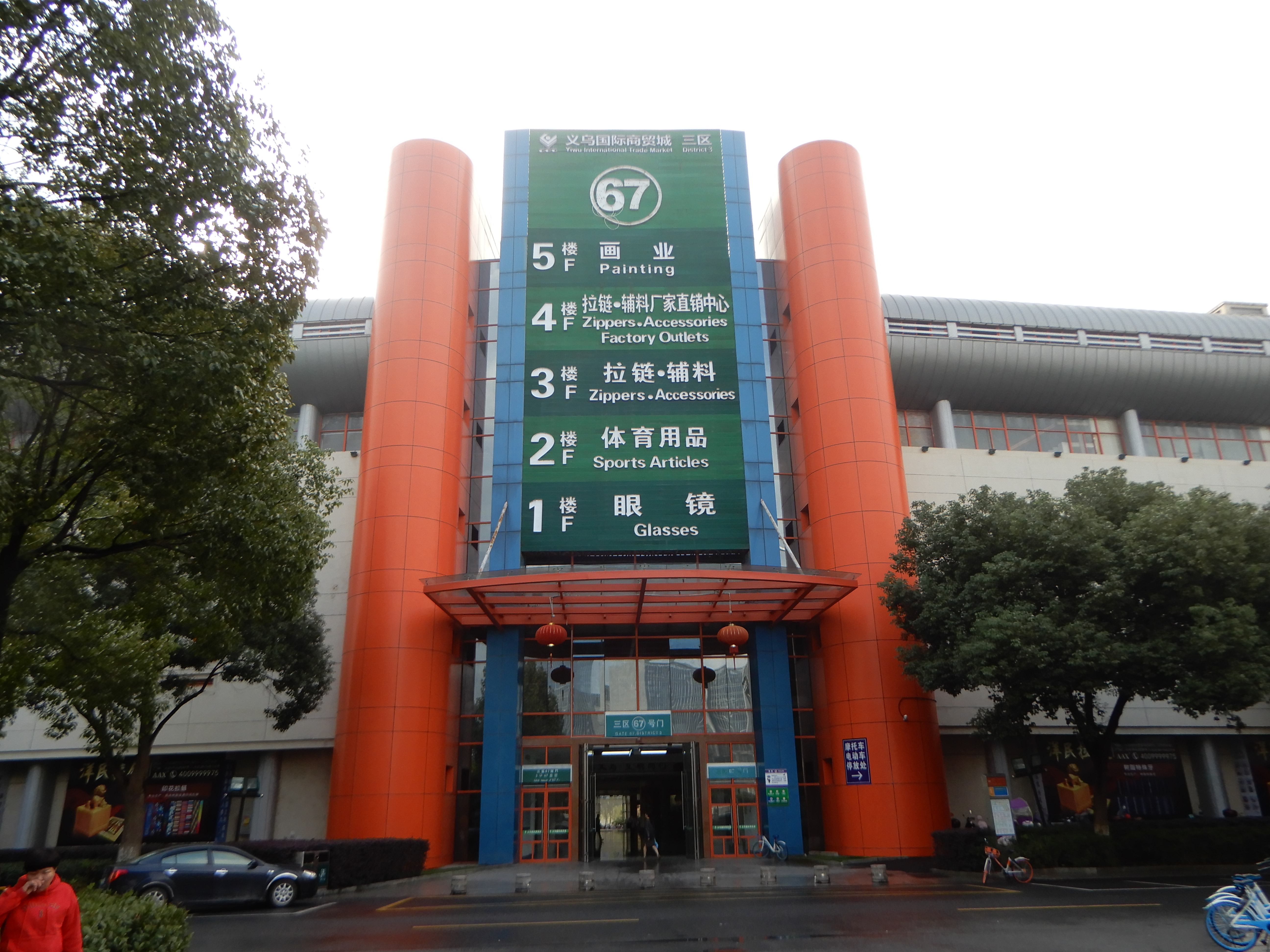
义乌国际商贸城的一处出入口

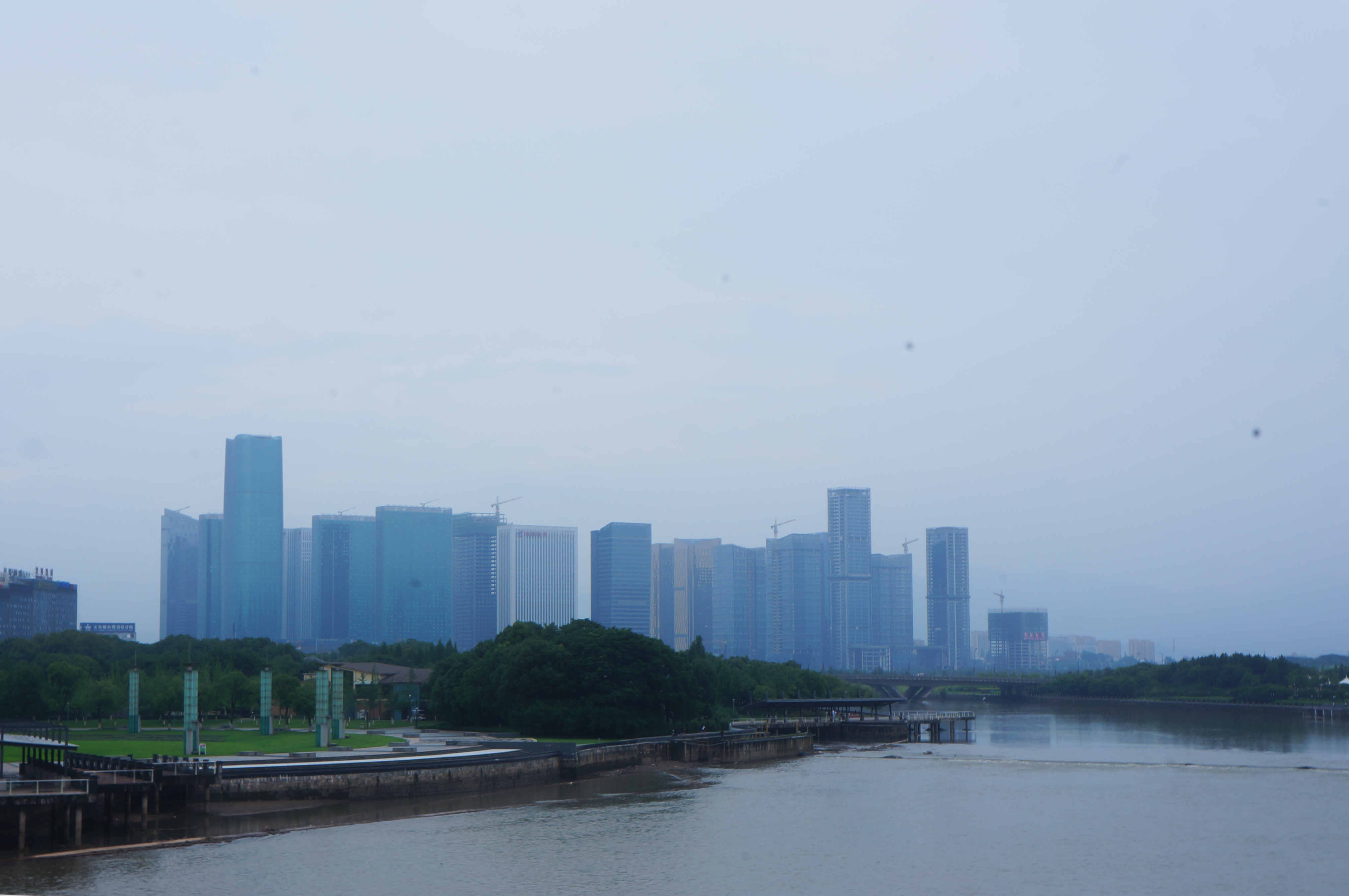
义乌国际商贸城远眺

义乌国际商贸城是位于浙江义乌的一个小商品专业批发市场，市场发展商和管理者为浙江中国小商品城集团股份有限公司。公司成立于1993年，2002年5月在上海证券交易所挂牌交易，股票代码600415。它是国家4A级旅游景区。

## 简介
国际商贸城由以下六大市场组成：
- 一区（一期）市场，共4层楼；2002年10月22日正式投入营运，占地420亩，建筑面积34万平米，投资7亿元，现有商位8000余个，经营主体10000余户。[3]
- 二区（二期）市场，共5层楼；2004年10月22日开业，占地483亩，建筑面积60余万平米，商位8000余个，经营户逾万户。[4]
- 三区（三期）市场，共5层楼；2005年9月投入使用，建筑面积46万平米，一至三层拥有6000余个14平米的标准商位，4-5层50平方米以上展示厅650余个，经营户8000余户。[5]
- 四区（四期）市场，共5层楼；建筑面积达108万平方米，构置商位16000余个，拥有经营主体2万余户。[6]
- 五区（五期）市场，地上5层楼；于2011年5月5日投入使用，占地266.2亩，建筑面积64万平米，投资14.2亿元，地上五层、地下两层，有商位7000余个。[7]
- 中国小商品城篁园服装市场，建筑面积42万平米，投资14亿，2011年5月正式开业。[8]

目前义乌国际商贸城上线了中文线上交易平台：chinagoods.com 面向中文用户，促进买卖双方信息与交易的达成 ；国际站：cn.chinagoods.com 则面向海外采购商，是一个大型B2B展示平台，同时也是全球采购商通过线上了解义乌国际商贸城的唯一官方窗口。

## 荣誉
商贸城是浙江省旅游局指定的购物旅游定点单位，被浙江省工商局授为全省首个“五星级市场”称号。
2005年被联合国、世界银行与摩根士丹利等权威机构称为“全球最大的小商品批发市场”。

## 产品种类
义乌国际商贸城作为全球最大的圣诞节装饰品批发市场之一，其产品种类繁多，包括圣诞树、彩灯、挂饰、礼物包装等。每年，来自世界各地的采购商都会汇聚于此，采购最新的圣诞节装饰品。近年来，随着人们对节日氛围的追求日益增长，义乌圣诞节装饰品市场呈现出蓬勃发展的态势。

## 交通
2015年1月22日，位于国际商贸城三区附近的国际商贸城客运中心正式启用。国际商贸城客运中心计划运营班线共211条，日发班约450班。
金华轨道交通金义东线在附近设有国际商贸城站。